# Robur Tiboni Urbino Volley 2011-2012
Questa voce raccoglie le informazioni riguardanti la Robur Tiboni Urbino Volley nelle competizioni ufficiali della stagione 2011-2012.

## Stagione
La stagione 2011-12 è per la Robur Tiboni Urbino Volley, sponsorizzata dallo Chateau d'Ax, la terza consecutiva in Serie A1; rispetto alla stagione precedente la formazione viene completamente stravolta, con le uniche conferme dell'allenatore François Salvagni e della centrale Ilaria Garzaro: alla squadra marchigiana arrivano le serbe Jelena Blagojević e Ivana Ðerisilo, la polacca Katarzyna Skorupa, la giovane belga Lise Van Hecke, la statunitense Juliann Faucette, oltre alle italiane nel giro della nazionale Lucia Crisanti e Immacolata Sirressi.
L'avvio in campionato è segnato da due vittorie consecutive mentre la prima sconfitta arriva alla terza giornata, in casa, contro il Gruppo Sportivo Oratorio Pallavolo Femminile Villa Cortese; il resto del girone di andata è un monologo di vittorie, eccetto una sconfitta contro la Futura Volley Busto Arsizio, e la squadra conclude la prima fase di campionato al secondo posto in classifica, qualificandosi per la Coppa Italia. Il girone di ritorno è più incerto rispetto a quello di andata: alle due vittorie iniziali, seguono due sconfitte consecutive, e poi un alternarsi di risultati positivi e negativi; la regular season termina con il terzo posto in classifica generale. Nei quarti di finale dei play-off scudetto la sfida è contro il Volley Bergamo, che vince le due gare utili per accedere al turno successivo estromettendo la Robur Tiboni dalla corsa al titolo di campione d'Italia.
Nei quarti di finale di Coppa Italia la formazione di Urbino sfida quella di Bergamo, vincendo per 3-2 e qualificandosi per la Final Four di Modena: in semifinale però la River Volley di Piacenza ha la meglio sulle marchigiane, le quali si devono accontentare del terzo posto, dopo aver vinto la finale di consolazione contro le padrone di casa dell'Universal Volley Modena.
Il quarto posto nella stagione 2010-11 ed il raggiungimento dei quarti di finale nei play-off scudetto, ha qualificato la Robur Tiboni Volley Urbino alla Coppa CEV: il cammino nella seconda competizione europea per club è spedito, superando nella varie fasi rispettivamente il Volleyball Franches-Montagnes, l'Odbojkarški Klub Branik Maribor, il Volleyball Club Stuttgart e l'ASPTT Mulhouse; in semifinale si presenta il derby italiano contro la FV Busto Arsizio, la quale vince sia la gara d'andata che quella di ritorno, eliminando il club di Urbino dal torneo.

## Organigramma societario
Area direttiva
- Presidente: Giancarlo Sacchi

Area tecnica
- Allenatore: François Salvagni
- Allenatore in seconda: Tommaso Barbato
- Scout man: Paolo Giardinieri

Area sanitaria
- Medico: Enrico Recupero
- Preparatore atletico: Simone Mencaccini
- Fisioterapista: Paolo De Persio

## Rosa
| N° | Nome                | Ruolo | Data di nascita   | Nazionalità sportiva |
| -- | ------------------- | ----- | ----------------- | -------------------- |
| 1  | Ivana Ðerisilo      | S/O   | 8 agosto 1983     | Serbia               |
| 2  | Candace McNamee     | P     | 13 giugno 1980    | Stati Uniti          |
| 3  | Ilaria Garzaro      | C     | 29 settembre 1986 | Italia               |
| 6  | Lise Van Hecke      | S/O   | 1º luglio 1992    | Belgio               |
| 7  | Jelena Blagojević   | S     | 1º dicembre 1988  | Serbia               |
| 8  | Katarzyna Skorupa   | P     | 16 settembre 1984 | Polonia              |
| 10 | Sofia Devetag       | L     | 20 maggio 1993    | Italia               |
| 12 | Francesca Gentili   | C     | 28 marzo 1990     | Italia               |
| 13 | Immacolata Sirressi | L     | 19 maggio 1990    | Italia               |
| 14 | Lucia Crisanti      | C     | 16 marzo 1986     | Italia               |
| 16 | Valentina Tirozzi   | S     | 26 marzo 1986     | Italia               |
| 18 | Juliann Faucette    | S     | 25 novembre 1989  | Stati Uniti          |

## Mercato
| Acquisti | Acquisti            | Acquisti           | Acquisti   |
| R.       | Nome                | da                 | Modalità   |
| -------- | ------------------- | ------------------ | ---------- |
| S        | Jelena Blagojević   | Stella Rossa       | definitivo |
| C        | Lucia Crisanti      | Busto Arsizio      | definitivo |
| S/O      | Ivana Ðerisilo      | Galatasaray        | definitivo |
| L        | Sofia Devetag       | Casciavola         | definitivo |
| S        | Juliann Faucette    | Texas              | definitivo |
| C        | Francesca Gentili   | Verona             | definitivo |
| P        | Candace McNamee     | Istres             | definitivo |
| L        | Immacolata Sirressi | Castellana Grotte  | definitivo |
| P        | Katarzyna Skorupa   | BKS                | definitivo |
| S        | Valentina Tirozzi   | River              | definitivo |
| S/O      | Lise Van Hecke      | Asteríx Kieldrecht | definitivo |

| Cessioni | Cessioni             | Cessioni         | Cessioni   |
| R.       | Nome                 | a                | Modalità   |
| -------- | -------------------- | ---------------- | ---------- |
| P        | Francesca Bonciani   | ?                | definitivo |
| S/O      | Renata Colombo       | Baku             | definitivo |
| P        | Ludovica Dalia       | Parma            | definitivo |
| C        | Makare Desilets      | Villa Cortese    | definitivo |
| S        | Chiara Di Iulio      | Bergamo          | definitivo |
| C        | Chiara Lapi          | Terre Verdiane   | definitivo |
| L        | Giulia Leonardi      | Busto Arsizio    | definitivo |
| C        | Ana Moldovan         | CSM Bucarest     | definitivo |
| S        | Valdonė Petrauskaitė | Dinamo Krasnodar | definitivo |
| S/O      | Jaline Prado         | Rota             | definitivo |
| S        | Manuela Roani        | Parma            | definitivo |

## Risultati

### Serie A1

#### Girone di andata
| 1ª giornata - 9 ottobre 2011 PalaRaschi, Parma            | Parma               | 1 - 3 | Robur Tiboni Urbino | 25-19, 19-25, 19-25, 19-25        |
| 3ª giornata - 23 ottobre 2011 PalaPanini, Modena          | Universal Modena    | 0 - 3 | Robur Tiboni Urbino | 18-25, 18-25, 17-25               |
| 4ª giornata - 29 ottobre 2011 PalaMondolce, Urbino        | Robur Tiboni Urbino | 2 - 3 | Villa Cortese       | 19-25, 16-25, 25-16, 25-20, 10-15 |
| 5ª giornata - 22 novembre 2011 PalaCampanara, Pesaro      | Robursport Pesaro   | 0 - 3 | Robur Tiboni Urbino | 19-25, 20-25, 20-25               |
| 6ª giornata - 27 novembre 2011 PalaMondolce, Urbino       | Robur Tiboni Urbino | 3 - 0 | Chieri              | 25-19, 27-25, 25-21               |
| 7ª giornata - 4 dicembre 2011 PalaMondolce, Urbino        | Robur Tiboni Urbino | 3 - 0 | Asystel             | 32-30, 25-19, 25-23               |
| 8ª giornata - 11 dicembre 2011 PalaNorda, Bergamo         | Bergamo             | 0 - 3 | Robur Tiboni Urbino | 21-25, 22-25, 27-29               |
| 9ª giornata - 17 dicembre 2011 PalaYamamay, Busto Arsizio | Busto Arsizio       | 3 - 1 | Robur Tiboni Urbino | 28-30, 25-16, 25-20, 25-17        |
| 10ª giornata - 26 dicembre 2011 PalaMondolce, Urbino      | Robur Tiboni Urbino | 3 - 2 | River               | 25-13, 25-23, 17-25, 21-25, 15-13 |
| 11ª giornata - 29 dicembre 2011 PalaRavizza, Pavia        | Pavia               | 0 - 3 | Robur Tiboni Urbino | 18-25, 13-25, 22-25               |

#### Girone di ritorno
| 12ª giornata - 6 gennaio 2012 PalaMondolce, Urbino      | Robur Tiboni Urbino | 3 - 1 | Parma               | 25-19, 27-25, 19-25, 26-24        |
| 14ª giornata - 15 gennaio 2012 PalaMondolce, Urbino     | Robur Tiboni Urbino | 3 - 1 | Universal Modena    | 22-25, 26-24, 25-22, 25-21        |
| 15ª giornata - 22 gennaio 2012 PalaBorsani, Castellanza | Villa Cortese       | 3 - 1 | Robur Tiboni Urbino | 25-13, 23-25, 25-23, 25-21        |
| 16ª giornata - 16 febbraio 2012 PalaMondolce, Urbino    | Robur Tiboni Urbino | 2 - 3 | Robursport Pesaro   | 26-24, 25-23, 18-25, 18-25, 13-15 |
| 17ª giornata - 1º marzo 2012 PalaRuffini, Torino        | Chieri              | 1 - 3 | Robur Tiboni Urbino | 23-25, 19-25, 25-21, 21-25        |
| 18ª giornata - 18 febbraio 2012 Sporting Palace, Novara | Asystel             | 3 - 0 | Robur Tiboni Urbino | 25-17, 25-22, 25-19               |
| 19ª giornata - 25 febbraio 2012 PalaMondolce, Urbino    | Robur Tiboni Urbino | 1 - 3 | Bergamo             | 19-25, 25-23, 16-25, 23-25        |
| 20ª giornata - 4 marzo 2012 PalaMondolce, Urbino        | Robur Tiboni Urbino | 3 - 2 | Busto Arsizio       | 25-21, 25-21, 11-25, 16-25, 17-15 |
| 21ª giornata - 7 marzo 2012 PalaFranzanti, Piacenza     | River               | 3 - 1 | Robur Tiboni Urbino | 25-18, 26-24, 22-25, 26-24        |
| 22ª giornata - 11 marzo 2012 PalaMondolce, Urbino       | Robur Tiboni Urbino | 3 - 1 | Pavia               | 23-25, 25-15, 25-22, 25-14        |

#### Play-off scudetto
| Quarti di finale (gara 1) - 15 marzo 2012 PalaMondolce, Urbino | Robur Tiboni Urbino | 0 - 3 | Bergamo             | 22-25, 20-25, 19-25        |
| Quarti di finale (gara 2) - 19 marzo 2012 PalaNorda, Bergamo   | Bergamo             | 3 - 1 | Robur Tiboni Urbino | 25-15, 25-17, 26-28, 25-12 |

### Coppa Italia

#### Fase a eliminazione diretta
| Quarti di finale - 24 gennaio 2012 PalaMondolce, Urbino | Robur Tiboni Urbino | 3 - 2 | Bergamo             | 25-23, 19-25, 23-25, 25-20, 15-10 |
| Semifinali - 28 gennaio 2012 PalaPanini, Modena         | Robur Tiboni Urbino | 0 - 3 | River               | 21-25, 18-25, 21-25               |
| Finale 3º posto - 29 gennaio 2012 PalaPanini, Modena    | Universal Modena    | 2 - 3 | Robur Tiboni Urbino | 25-22, 24-26, 22-25, 25-16, 13-15 |

### Coppa CEV

#### Fase a eliminazione diretta
| Sedicesimi di finale (andata) - 30 novembre 2011 Salle de La Pépinière, Saignelégier | Franches-Montagnes  | 1 - 3 | Robur Tiboni Urbino | 25-23, 19-25, 16-25, 22-25 |
| Sedicesimi di finale (ritorno) - 7 dicembre 2011 PalaMondolce, Urbino                | Robur Tiboni Urbino | 3 - 0 | Franches-Montagnes  | 25-23, 25-21, 25-22        |
| Ottavi di finale (andata) - 11 gennaio 2012 PalaMondolce, Urbino                     | Robur Tiboni Urbino | 3 - 0 | Branik              | 25-17, 25-18, 25-21        |
| Ottavi di finale (ritorno) - 18 gennaio 2012 Sportna Dvorana Ljudski Vrt, Maribor    | Branik              | 1 - 3 | Robur Tiboni Urbino | 25-23, 24-26, 20-25, 18-25 |
| Quarti di finale (andata) - 1º febbraio 2012 SCHARRena, Stoccarda                    | VC Stoccarda        | 0 - 3 | Robur Tiboni Urbino | 22-25, 21-25, 25-27        |
| Quarti di finale (ritorno) - 8 febbraio 2012 PalaMondolce, Urbino                    | Robur Tiboni Urbino | 3 - 1 | VC Stoccarda        | 23-25, 25-21, 25-14, 25-19 |
| Challenge Round (andata) - 22 febbraio 2012 PalaMondolce, Urbino                     | Robur Tiboni Urbino | 3 - 1 | ASPTT Mulhouse      | 25-18, 25-20, 18-25, 28-26 |
| Challenge Round (ritorno) - 28 febbraio 2012 Palais des Sports, Mulhouse             | ASPTT Mulhouse      | 0 - 3 | Robur Tiboni Urbino | 20-25, 23-25, 20-25        |
| Semifinali (andata) - 13 marzo 2012 PalaYamamay, Busto Arsizio                       | Busto Arsizio       | 3 - 1 | Robur Tiboni Urbino | 20-25, 25-21, 25-21, 25-14 |
| Seminfinali (ritorno) - 17 marzo 2012 PalaMondolce, Urbino                           | Robur Tiboni Urbino | 0 - 3 | Busto Arsizio       | 19-25, 26-28, 20-25        |

## Statistiche

### Statistiche di squadra
| Competizione | Punti | In casa | In casa | In casa | In trasferta | In trasferta | In trasferta | Totale | Totale | Totale |
| Competizione | Punti | G       | V       | P       | G            | V            | P            | G      | V      | P      |
| ------------ | ----- | ------- | ------- | ------- | ------------ | ------------ | ------------ | ------ | ------ | ------ |
| Serie A1     | 39    | 11      | 7       | 4       | 11           | 6            | 5            | 22     | 13     | 9      |
| Coppa Italia | -     | 1       | 1       | 0       | -            | -            | -            | 3      | 2      | 1      |
| Coppa CEV    | -     | 5       | 4       | 1       | 5            | 4            | 1            | 10     | 8      | 2      |
| Totale       | -     | 17      | 12      | 5       | 16           | 10           | 6            | 35     | 23     | 12     |

G = partite giocate; V = partite vinte; P = partite perse

### Statistiche dei giocatori
| Giocatore     | Serie A1 | Serie A1 | Serie A1 | Serie A1 | Serie A1 | Coppa Italia | Coppa Italia | Coppa Italia | Coppa Italia | Coppa Italia | Coppa CEV | Coppa CEV | Coppa CEV | Coppa CEV | Coppa CEV | Totale | Totale | Totale | Totale | Totale |
| Giocatore     | P        | PT       | AV       | MV       | BV       | P            | PT           | AV           | MV           | BV           | P         | PT        | AV        | MV        | BV        | P      | PT     | AV     | MV     | BV     |
| ------------- | -------- | -------- | -------- | -------- | -------- | ------------ | ------------ | ------------ | ------------ | ------------ | --------- | --------- | --------- | --------- | --------- | ------ | ------ | ------ | ------ | ------ |
| J. Blagojević | 22       | 246      | 215      | 11       | 20       | 3            | 38           | 34           | 0            | 4            | ?         | 65        | 58        | 1         | 6         | 25     | 349    | 307    | 12     | 30     |
| L. Crisanti   | 22       | 194      | 143      | 41       | 10       | 3            | 33           | 29           | 3            | 1            | ?         | 67        | 43        | 15        | 9         | 25     | 294    | 265    | 59     | 20     |
| I. Ðerisilo   | 9        | 154      | 143      | 5        | 6        | 1            | 1            | 1            | 0            | 0            | ?         | 2         | 2         | 0         | 0         | 10     | 157    | 146    | 5      | 6      |
| S. Devetag    | 5        | -        | -        | -        | -        | 0            | -            | -            | -            | -            | ?         | -         | -         | -         | -         | 5      | -      | -      | -      | -      |
| J. Faucette   | 19       | 97       | 89       | 6        | 2        | 3            | 10           | 9            | 1            | 0            | ?         | 47        | 44        | 3         | 0         | 22     | 154    | 142    | 10     | 2      |
| I. Garzaro    | 22       | 231      | 168      | 49       | 14       | 3            | 36           | 25           | 10           | 1            | ?         | 56        | 42        | 8         | 6         | 25     | 323    | 235    | 67     | 21     |
| F. Gentili    | 7        | 7        | 5        | 2        | 0        | 1            | 2            | 1            | 0            | 1            | ?         | 1         | 1         | 0         | 0         | 8      | 10     | 7      | 2      | 1      |
| C. McNamee    | 14       | 8        | 4        | 0        | 4        | 1            | 0            | 0            | 0            | 0            | ?         | 2         | 1         | 0         | 1         | 15     | 10     | 5      | 0      | 5      |
| I. Sirressi   | 21       | 1        | 1        | -        | -        | 3            | -            | -            | -            | -            | ?         | 1         | 0         | 1         | 0         | 24     | 2      | 1      | 1      | 0      |
| K. Skorupa    | 22       | 59       | 28       | 23       | 8        | 3            | 4            | 0            | 0            | 4            | ?         | 20        | 12        | 4         | 4         | 25     | 83     | 40     | 27     | 16     |
| V. Tirozzi    | 22       | 243      | 203      | 21       | 19       | 3            | 36           | 30           | 2            | 4            | ?         | 68        | 55        | 7         | 6         | 25     | 347    | 288    | 30     | 29     |
| L. Van Hecke  | 15       | 150      | 125      | 13       | 12       | 3            | 51           | 43           | 7            | 1            | ?         | 46        | 39        | 3         | 4         | 18     | 247    | 207    | 23     | 17     |

P = presenze; PT = punti totali; AV = attacchi vincenti; MV = muri vincenti; BV = battute vincenti